# Prosa medieval

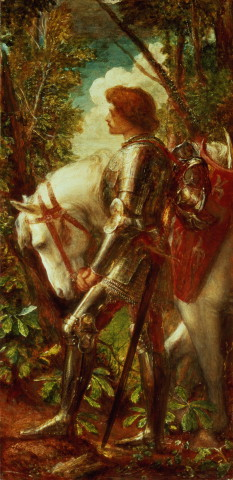
O cavaleiro, herói ideal da Idade Média

A prosa medieval é um ciclo de histórias, geralmente com temas ligados à cavalaria, que dominaram o período medieval.

## Divisão
Pode ser dividida em quatro tipos de narrativas:
- Cronicões: narrativas de fatos históricos importantes colocados em ordem cronológica, entremeados de fatos fictícios;
- Hagiografias: narrativas que contam a vida de santos (biografias);
- Nobiliários: ou livros de linhagens, relatórios a respeito da vida de um nobre, sua árvore genealógica (antepassados), relação das riquezas e dos títulos de nobreza que possui, etc.;
- Novelas de Cavalaria: narrativas literárias em capítulos que contam os grandes fatos de um herói (acompanhado de seus cavaleiros), entremeados de célebres histórias de amor.

Tais histórias de amor não são melancólicas e platônicas como o que aparece nas cantigas: o herói cultua a amada, mas não se contenta apenas em vê-la; ele quer e é correspondido pela amada, que por ser casada (ou religiosa: "casada com Cristo"), torna-se adúltera para concretizar o seu amor; os obstáculos incentivam o herói na fase de conquista, ao invés de torná-lo impotente como acontece nas cantigas; a esse amor físico, adúltero, presente nas novelas e xácaras medievais, dá-se o nome de amor cortês, em que o casal central não tem final feliz e é severamente punido pelo pecado cometido. Os heróis medievais não têm a força física exagerada dos heróis da antiguidade clássica, mas são sempre jovens, belos e elegantes. Suas amadas são sempre "as mais belas do reino".

## Ciclos
A maioria das novelas de cavalaria em língua portuguesa são traduções ou adaptações de novelas francesas ou inglesas. Dependendo de quem é o herói principal da novela, ela faz parte de um dos seguintes ciclos:
- Ciclo clássico: conjunto de novelas de cavalaria que narram as façanhas de heróis da Antiguidade;
- Ciclo carolíngio ou francês: novelas cujo herói é Carlos Magno;
- Ciclo arturiano ou bretão: as novelas deste ciclo são as mais famosas, adaptadas e traduzidas; o herói dessas novelas é o Rei Artur, sempre acompanhado de seus célebres cavaleiros da távola redonda.

Essa Matéria da Bretanha é uma das fontes que dão origem às novelas de cavalaria portuguesas: tanto que as novelas portuguesas mais importantes pertencem ao Ciclo Arturiano ou Bretão, como "José de Arimatéia", "História de Merlin", etc. As novelas mais marcantes porém são:
- A Demanda do Santo Graal: narra a busca do cálice sagrado pelo rei Artur e os cavaleiros da távola redonda;
- Amadis de Gaula, de autoria de Vasco ou João de Lobeira.
- Palmeirim de Inglaterra, de Francisco de Moraes Cabral

As novelas de cavalaria portuguesas também são inspiradas nas Canções de Gesta ou Matéria de França (cantigas que homenageavam os heróis e seus feitos). A prosa medieval portuguesa, como se pode concluir, é predominantemente do gênero épico.
A Literatura Medieval Portuguesa expressa a simplicidade, a ingenuidade e a passividade do homem medieval e contém marcas do contexto em que foi produzida. Completamente dominado pelo medo do pecado e com o objetivo de agradar sempre a Deus, o homem medieval ainda consegue fazer uma literatura que em determinados momentos rompe com esse domínio: é o caso das novelas de cavalaria, dos romances ou xácaras. O segundo período medieval vai mostrar que esse "rompimento" vai aumentando com o passar do tempo, até que o homem consegue sair das trevas medievais definitivamente.